# Macizo Cantábrico
El macizo Cantábrico es un macizo montañoso localizada en el norte de España, una de las dos subdivisiones del macizo asturiano, a su vez parte de la cordillera Cantábrica. 
Geológicamente, está situado entre el anticlinorio del Narcea por el oeste y los afloramientos mesozoicos de la cuenca sedimentaria por el este. Posee series completas principalmente del Paleozoico. Sobre esto se encuentra una sedimentación detrítica y carbonatada lo que nos indica su inicio como medio húmedo con una cuenca sedimentaria sobre la cual se formaría el macizo en una serie de etapas (pliegues y cabalgamientos, desgarres y reactivaciones de bloques,...).
Según parece, se originaron movimientos epirogénicos en el paleozoico inferior y medio, pero las fases de plegamiento más importantes se debieron dar en el Carbonífero. En el paleozoico superior es cuando se generan grandes fallas que condicionarán la evolución posterior del relieve. Con todo esto podemos indicar varias regiones geológicas dentro del macizo cantábrico:
En conclusión, en esta zona cantábrica se diferencian varias regiones:
1. En el sudeste unidad de cabalgamientos y mantos.
2. Al sudoeste plegamientos, pero menos intensos.
3. En el centro la cuenca central de sedimentación carbonífera.
4. En el noreste cabalgamientos y mantos paleozoicos.
5. En el este la zona de Liébana, fosa tectónica rodeada de materiales paleozoicos (escamas, mantos,...)